# Pressurização
Pressurização — é a forma de igualar pressões, no meio líquido ou gasoso.
Ambientes  fechados e pressurizados, possibilitam o funcionamento de máquinas, quando o ambiente externo é adverso.
Um exemplo disto, é um avião a uma grande altitude. Aviões, como os caças, tem a cabine  pressurizada.